# 2009年東京都議会議員選挙
2009年東京都議会議員選挙（にせんくねんとうきょうとぎかいぎいんせんきょ）は、2009年（平成21年）7月12日に行われた、東京都議会の議員を選出する一般選挙である。

## 概要
東京都議会選挙は、1965年の東京都議会自主解散で時期がずれたため、統一地方選挙で行われない3つの都道府県議会選挙の1つである（他の2つは茨城県と沖縄県の議員選挙）。
告示は2009年7月3日。都の選挙人登録者は、2005年から33万人増えて1060万人で、1,868の投票所がある42の選挙区から127名の議員が選出された。6月25日までに213名の候補が出馬を宣言し、うち187名が都選挙管理委員会の事前審査を済ませた。
選挙の主な争点は、2016年夏季オリンピックの東京招致や東京都知事石原慎太郎の築地市場移転計画、新銀行東京を巡る問題であった
。世襲政治家の制限への国民的議論も何名かの候補に影響を与えている。
しかし、この選挙後遅くとも2009年10月までに衆議院選挙が行われることが確実であったため、その前哨戦として位置づけられることも多かった。公明党は東京都を重要な拠点であると考えており、それぞれの選挙の間隔を1ヵ月以上あけるようにと繰り返し麻生太郎内閣総理大臣に要請してきた。
平成生まれの者が選挙権（当時は20歳以上）を得た国内で最初の都道府県議選である。

## 基礎データ
- 選挙事由：議会議員の任期満了
- 告示日：2009年7月3日
- 投票日：2009年7月12日
- 定数：127議席
- 選挙制度：1人区（小選挙区）と2〜8人区（大選挙区）の並立制
- 当日有権者数：10,469,729人[9]
- 立候補者数：221人

## 選挙結果
投票率は54.49%と、前回の43.99%から10.50ポイント上回った。この投票率は平成以降では1989年の58.74%に次ぐ歴代2位の高さとなった。このうち期日前投票を済ませた人は87万5195人で、前回より1.83倍の伸びとなった。
朝日新聞は投票率が伸びた点について、"政権交代が焦点となる衆院選の前哨戦となり、有権者の関心が高まったためとみられる"と報じた。産経新聞も、衆院選の前哨戦として注目され都民の関心が急速に高まったためではないかと分析した。
| 党派                                                                           | 党派                     | 議席数             | 議席数             | 議席数             | 議席数             | 議席数             | 議席数             | 得票          | 得票    |
| 党派                                                                           | 党派                     | 現職               | 元職               | 新人               | 改選前             | 増減               | 計                 | 得票数        | 得票率  |
| ------------------------------------------------------------------------------ | ------------------------ | ------------------ | ------------------ | ------------------ | ------------------ | ------------------ | ------------------ | ------------- | ------- |
|                                                                                | 自由民主党               | 33                 | 1                  | 4                  | 48                 | 10                 | 38                 | 1,458,108.233 | 25.88%  |
|                                                                                | 公明党                   | 19                 | 0                  | 4                  | 22                 | 1                  | 23                 | 743,427.674   | 13.19%  |
|                                                                                | 民主党                   | 31                 | 1                  | 22                 | 34                 | 20                 | 54                 | 2,298,494.617 | 40.79%  |
|                                                                                | 日本共産党               | 6                  | 0                  | 2                  | 13                 | 5                  | 8                  | 707,602.497   | 12.56%  |
|                                                                                | 東京・生活者ネットワーク | 1                  | 0                  | 1                  | 4                  | 2                  | 2                  | 110,407.000   | 1.96%   |
|                                                                                | 諸派                     | 0                  | 0                  | 0                  | 1                  | 1                  | 0                  | 65,413.526    | 1.17%   |
|                                                                                | 無所属                   | 1                  | 0                  | 1                  | 3                  | 1                  | 2                  | 250,869.445   | 4.45%   |
| 総計                                                                           | 総計                     | 91                 | 2                  | 34                 | 125                |                    | 127                | 5,634,322.992 | 100.00% |
| 投票者数（投票率）                                                             | 投票者数（投票率）       | 投票者数（投票率） | 投票者数（投票率） | 投票者数（投票率） | 投票者数（投票率） | 投票者数（投票率） | 投票者数（投票率） | 5,705,441     | 54.49%  |
| 有権者数                                                                       | 有権者数                 | 有権者数           | 有権者数           | 有権者数           | 有権者数           | 有権者数           | 有権者数           | 10,469,729    | 100.00% |
| 出典：都議会議員選挙（平成21年7月12日執行） 投開票結果（東京都選挙管理委員会） |                          |                    |                    |                    |                    |                    |                    |               |         |

注：得票の小数点以下の数字は按分票。
自由民主党は改選前は48議席で第1党であったが、大きく下回る38議席に留まった。その結果第1党でなくなったが、これは1965年に黒い霧事件による自主解散で日本社会党に第1党を奪われて以来である。1人区で民主党に議席を奪われる傾向が顕著で、1959年（昭和34年）以来維持してきた千代田区、中央区、青梅市の議席を失うなど、1勝6敗の結果であった。千代田区は、自民党東京都連幹事長を務め6期連続当選していた現職議員が、告示1週間前に出馬表明した民主党の新人候補に敗北。中央区でも7期連続当選の現職議員が民主党の新人女性候補に敗北した。公明党は立候補した23名全員が当選したが、自由民主党は公明党と合わせても61議席であり、過半数である64議席を割り込んだ。
民主党は告示前から今回の都議選を国政選挙の前哨戦と位置付けた。結果、自民党が多くを数十年に渡って確保してきた1人区を6勝1敗とするなど、改選前34議席から54議席と大きく躍進し、都議会第1党となった。
日本共産党および東京・生活者ネットワークは前回の都議選から議席を減らした。特に共産党は改選前の13議席から5議席減少の8議席と大敗を喫し、44年ぶりに議席が二ケタを割り込み、議案提出権（11議席以上）を失った。社会民主党は前回の都議選同様に議席を獲得できなかった。
無所属議員は行革110番の後藤雄一が落選するなど2議席減少した。
また、名を冠しての初の組織的選挙となった幸福実現党も10名の公認候補を擁立したが、全員が最下位で落選した。

## 当選した議員
民主党 
 自民党 
 公明党 
 共産党 
 生活者ネット 
 無所属 
| 千代田区 | 栗下善行   |            |            |            | 中央区   | 岡田真理子 |            |            |          |
| 港区     | 大塚隆朗   | 来代勝彦   |            |            | 新宿区   | 猪爪まさみ | 吉倉正美   | 大山とも子 | 吉住健一 |
| 文京区   | 増子博樹   | 中屋文孝   |            |            | 台東区   | 中村明彦   | 服部征夫   |            |          |
| 墨田区   | 小沢昌也   | 桜井浩之   | 加藤雅之   |            | 江東区   | 大沢昇     | 木内良明   | 畔上三和子 | 山﨑一輝 |
| 品川区   | 神野吉弘   | 馬場裕子   | 伊藤興一   | 田中豪     | 目黒区   | 伊藤悠     | 鈴木隆道   | 斉藤泰宏   |          |
| 大田区   | 田中健     | 柳ヶ瀬裕文 | 藤井一     | 鈴木章浩   | 世田谷区 | 関口太一   | 山口拓     | 花輪智史   | 三宅茂樹 |
| 大田区   | 遠藤守     | 神林茂     | 可知佳代子 | 鈴木晶雅   | 世田谷区 | 栗林のり子 | 西崎光子   | 田副民夫   | 中島義雄 |
| 渋谷区   | 大津浩子   | 村上英子   |            |            | 中野区   | 西沢圭太   | 吉田康一郎 | 高倉良生   | 川井重勇 |
| 杉並区   | 田中良     | 門脇文良   | 早坂義弘   | 松葉多美子 | 豊島区   | 泉谷剛     | 矢島千秋   | 長橋桂一   |          |
| 杉並区   | 吉田信夫   | 福士敬子   |            |            |          |            |            |            |          |
| 北区     | 原田大     | 高木啓     | 和田宗春   | 大松成     | 荒川区   | 滝口学     | 鈴木貫太郎 |            |          |
| 板橋区   | 熊木美奈子 | 土屋敬之   | 橘正剛     | 古館和憲   | 練馬区   | 小林健二   | 中谷祐二   | 野上幸絵   | 高橋和実 |
| 板橋区   | 菅東一     |            |            |            | 練馬区   | 浅野克彦   | 山加朱美   |            |          |
| 足立区   | 鈴木勝博   | 大西智     | 三原将嗣   | 中山信行   | 葛飾区   | 野上純子   | 伊藤正樹   | 佐藤由美   | 樺山卓司 |
| 足立区   | 友利春久   | 大島芳江   |            |            |          |            |            |            |          |
| 江戸川区 | 田之上郁子 | 上野和彦   | 笹本尚     | 宇田川聡史 | 八王子市 | 滝沢景一   | 東村邦浩   | 相川博     | 清水秀子 |
| 江戸川区 | 田島和明   |            |            |            | 八王子市 | 石森孝志   |            |            |          |
| 立川市   | 酒井大史   | 宮崎章     |            |            | 武蔵野市 | 松下玲子   |            |            |          |
| 三鷹市   | 中村洋     | 吉野利明   |            |            | 青梅市   | 山下容子   |            |            |          |
| 府中市   | 小山有彦   | 比留間敏夫 |            |            | 昭島市   | 星裕子     |            |            |          |
| 町田市   | 今村路加   | 小磯善彦   | 吉原修     |            | 小金井市 | 西岡真一郎 |            |            |          |
| 小平市   | 斉藤敦     | 高橋信博   |            |            | 日野市   | 新井智陽   | 古賀俊昭   |            |          |
| 西東京市 | 石毛茂     | 山田忠昭   |            |            | 西多摩   | 島田幸成   | 林田武     |            |          |
| 南多摩   | 篠塚元     | 小礒明     |            |            | 北多摩1  | 佐藤広典   | 谷村孝彦   | 野田数     |          |
| 北多摩2  | 興津秀憲   | 山内玲子   |            |            | 北多摩3  | 尾崎大介   | 遠藤衛     |            |          |
| 北多摩4  | 山下太郎   | 野島善司   |            |            | 島部     | 川島忠一   |            |            |          |

### 補欠選挙
2011年4月の補欠選挙は2011年東京都知事選挙に、2012年12月の補欠選挙は2012年東京都知事選挙にそれぞれ便乗する形で施行。
| 年              | 月日     | 選挙区         | 当選者     | 当選政党               | 欠員                                         | 欠員政党   | 欠員事由                                   |
| --------------- | -------- | -------------- | ---------- | ---------------------- | -------------------------------------------- | ---------- | ------------------------------------------ |
| 2010年          | 1月24日  | 島部選挙区     | 三宅正彦   | 自由民主党             | 川島忠一                                     | 自由民主党 | 死去                                       |
| 2011年          | 4月10日  | 杉並区選挙区   | 小宮安里   | 自由民主党             | 田中良                                       | 民主党     | 杉並区長選挙立候補準備のため辞職           |
| 2012年          | 12月16日 | 世田谷区選挙区 | 大場康宣   | 自由民主党             | 花輪智史                                     | 無所属     | 世田谷区長選挙立候補のため退職（自動失職） |
| 2012年          | 12月16日 | 葛飾区選挙区   | 和泉武彦   | 自由民主党             | 樺山卓司                                     | 自由民主党 | 死去                                       |
| 2012年          | 12月16日 | 八王子市選挙区 | 近藤充     | 自由民主党             | 石森孝志                                     | 自由民主党 | 八王子市長選挙立候補のため退職（自動失職） |
| 補欠選挙未実施  |          |                |            |                        |                                              |            |                                            |
| 中野区選挙区    | －       | －             | 吉田康一郎 | 日本維新の会中野・渋谷 | 第46回衆議院議員総選挙による退職（自動失職） |            |                                            |
| 北多摩第1選挙区 | －       | －             | 野田数     | 東京維新の会           | 第46回衆議院議員総選挙による退職（自動失職） |            |                                            |

## 選挙後
この選挙結果を受け、知事の石原慎太郎は選挙翌日の会見で「衆院選の前相撲をさせられた。大迷惑な結果」と述べた。
国政においては自民党内からも麻生おろしの声が高まり、麻生はそれを封じ込めることも理由の1つとして、選挙翌日の13日午後に「21日に衆議院を解散して8月30日に総選挙を行なう」ことを予告した。同時に民主党など国政野党は都議選の結果を機会として、衆議院に内閣不信任決議案を、参議院に首相問責決議案を提出し、前者は否決、後者は可決された。
自民党東京都連会長の石原伸晃は都議会自民党惨敗の結果を受け、都連会長を辞任する意向を表明したものの、後任が決まらず結局、石原をはじめ東京都連執行部全員が続投した。また、自由民主党選挙対策委員長の古賀誠は都議選前に、宮崎県知事東国原英夫へ衆院選出馬をスタンドプレー的に打診しており、それにより党内が混乱したことも敗北につながったとして、古賀は選対委員長を辞任する意向を明らかにしている。
また、大敗を喫した日本共産党は7月16日に志位和夫委員長が会見を開き、民主党に対するスタンスを「批判一辺倒」から「一致できる政策で協力する「建設的野党」へと転換する」との基本方針を発表した。